# Ла Пјаца (Болоња)
Ла Пјаца (итал. La Piazza) је насеље у Италији у округу Болоња, региону Емилија-Ромања.
Према процени из 2011. у насељу је живело 86 становника. Насеље се налази на надморској висини од 572 м.